# Château de Skenfrith
Le château de Skenfrith (Skenfrith Castle en anglais, Castell Ynysgynwraidd en gallois) est un château fort en ruines situé près du village de Skenfrith, dans le sud-est du pays de Galles, dans le pays du Gwent.
Cette forteresse est fondée par les Anglo-Normands, à la fin du XIe siècle, peu après la conquête normande de l'Angleterre. Elle a pour but de protéger la route entre le pays de Galles et Hereford. Après une grande révolte galloise en 1135, le roi Étienne intègre le château de Skenfrith à une nouvelle seigneurie des « Trois Châteaux », qui comprend également le château de Grosmont et le château Blanc voisins.
L'ensemble défensif originel est réalisé en matériaux périssables, comme il est courant pour l'implantation de nouvelles forteresses ; l'essentiel des systèmes de défense du château est alors en terre et en bois. L'ensemble est réaménagé et est reconstruit en pierre à la fin du XIIe siècle. Il passe entre les mains de plusieurs propriétaires au XIIIe siècle, notamment Hubert de Burgh, un favori du roi Jean sans Terre, qui fait raser l'ancien château pour le reconstruire intégralement. En 1267, il passe entre les mains d'Edmond de Lancastre et se transmet ensuite pendant plusieurs siècles entre les comtes, puis ducs de Lancastre.
Skenfrith perd cependant rapidement de son importance militaire après la conquête du pays de Galles par Édouard Ier en 1282. Le château tombe progressivement en ruine et devient la propriété du National Trust en 1936. Il est ouvert au public et géré par l'organisme public gallois Cadw.

## Histoire

### Origines
Après la conquête normande de l'Angleterre, en 1066, les Normands s'étendent rapidement dans les marches galloises où le roi Guillaume le Conquérant accorde le titre de comte de Hereford à son compagnon d'armes Guillaume Fitz Osbern. Ce dernier ne tarde pas à accroître son domaine en s'emparant des villes de Monmouth et Chepstow. Pour asseoir leur autorité sur les populations galloises, les Normands fondent des villes nouvelles et construisent des châteaux forts afin de mailler le territoire et d'en assurer la défense militaire. Le château de Skenfrith, édifié sur la berge de la Monnow, fait partie de ce réseau défensif né avec l'implantation normande : avec le château de Grosmont et le château Blanc, il sert à protéger la route entre le pays de Galles et la ville anglaise de Hereford. Il pourrait avoir été fondé par le comte Guillaume en personne.
Le vaste patrimoine accumulé par Guillaume Fitz Osbern est progressivement démantelé après la rébellion de son fils Roger de Breteuil en 1075. À la suite d'une grande révolte galloise en 1135, le roi Étienne réorganise les domaines de cette région des marches galloises du royaume : il rassemble le château Blanc et ceux de Grosmont et Skenfrith pour les intégrer à une seigneurie unique, la seigneurie des « Trois Châteaux », placée sous le contrôle de la Couronne.
Après une phase de détente dans les années 1160, la guerre reprend dans les marches galloises lorsque les familles anglaises Mortimer et Braose attaquent leurs rivales galloises. En réaction, les Gallois lancent une offensive sur le château d'Abergavenny en 1182,. Cette situation incite la couronne d'Angleterre à investir pour améliorer les défenses de Skenfrith à deux reprises, une première fois en 1186, puis en 1190. Cette double opération de rénovation est vraisemblablement à l'origine de la construction d'un donjon et de courtines en pierre.

### Reconstruction et changements de seigneurs

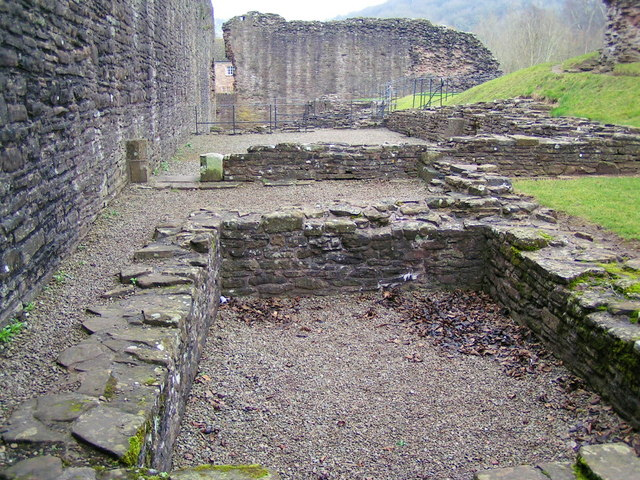
Les fondations de la grande salle.

Le XIIIe siècle est marqué par la succession de nombreux seigneurs à la tête de la forteresse. En 1201, le roi Jean sans Terre, couronné deux ans plus tôt, attribue la seigneurie des Trois Châteaux à Hubert de Burgh, l'un de ses plus fidèles serviteurs. Ce dernier s'était vu offrir la seigneurie de Corfe (dans le Somerset) deux ans plus tôt, et devient au même moment Haut shérif du Dorset, du Somerset, de l'Herefordshire et du Berkshire, ainsi que châtelain des châteaux de Launceston et de Wallingford.
Il entreprend la rénovation de ses trois forteresses du Gwent, en commençant par Grosmont, mais il est fait prisonnier par les Français en 1205. Pendant la captivité d'Hubert de Burgh, le roi confie les Trois Châteaux à Guillaume de Briouze, un rival du favori captif. Il se fâche avec lui et le dépouille de ses biens en 1207, mais le fils aîné du seigneur de Briouze, également nommé Guillaume, profite de la première guerre des Barons pour reprendre le contrôle des Trois Châteaux,.
Après sa libération, Hubert de Burgh retrouve la faveur royale et récupère les Trois Châteaux en 1219 sous le règne d'Henri III, fils et successeur de Jean sans Terre,. Sous son égide, le château de Skenfrith est intégralement rasé : les fortifications en terre du XIe siècle sont aplanies et les bâtiments en pierre du XIIe siècle détruits. Le château est ensuite reconstruit selon un plan quadrangulaire typique des forteresses dites philippiennes contemporaines : une chemise externe dotée de tours circulaires aux angles, entourant un donjon central circulaire.
Hubert tombe en disgrâce en 1232 et les Trois Châteaux sont confiés à un autre serviteur royal, Walerund Teutonicus. Hubert les récupère en 1234, mais se brouille de nouveau avec le roi en 1239 et Walerund les reçoit à nouveau. Hubert meurt en 1243 et la seigneurie reste dans les mains de Walerund qui fait construire à Skenfrith une nouvelle chapelle en 1244 et fait réparer le toit du donjon. En 1254, le roi cède les Trois Châteaux à son fils aîné, le futur roi Édouard Ier.
Les Gallois restent toujours à l'époque une menace et leur prince, Llywelyn ap Gruffudd, attaque Abergavenny en 1262. Le connétable de Skenfrith, Gilbert Talbot reçoit l'ordre de renforcer sa garnison avec tous les hommes à sa disposition et à n'importe quel prix, mais le château ne subit en fin de compte aucune attaque. Après l'avènement d'Édouard Ier, son frère cadet Edmond, comte de Lancastre et capitaine des forces royales au pays de Galles, reçoit les Trois Châteaux en 1267. Ils restent par la suite aux mains des comtes, puis des ducs de Lancastre,.

### Déshérence
L'importance militaire du château de Skenfrith s'effrite fortement après la conquête du pays de Galles par Édouard Ier en 1282, même si la place continue à jouer le rôle de centre administratif. Son architecture n'évolue alors quasiment plus, tout du moins pas sur le plan militaire et défensif. Seules quelques réparations sont effectuées sur les tours et les portes vieillissantes, sous le règne d'Henri VI, au XVe siècle.
Les mentions ultérieures du château de Skenfrith soulignent que celui-ci n'est plus du tout en usage dès 1538, et qu'il est complètement tombé en ruines en 1613. Les Trois Châteaux sont par la suite rachetés par le duc de Beaufort Henry Somerset, en 1825, puis à une date ultérieure par un avocat, Harold Sands, qui procède à quelques travaux de stabilisation et de restauration en vue d'assurer la protection du patrimoine culturel du site avant d'en faire don au National Trust. Devenu propriété de l'État en 1936, le château subit d'importants travaux de restauration. Il est confié à l'organisme public Cadw et protégé au début du XXIe siècle en tant que monument classé de grade II* et scheduled monument.

## Architecture

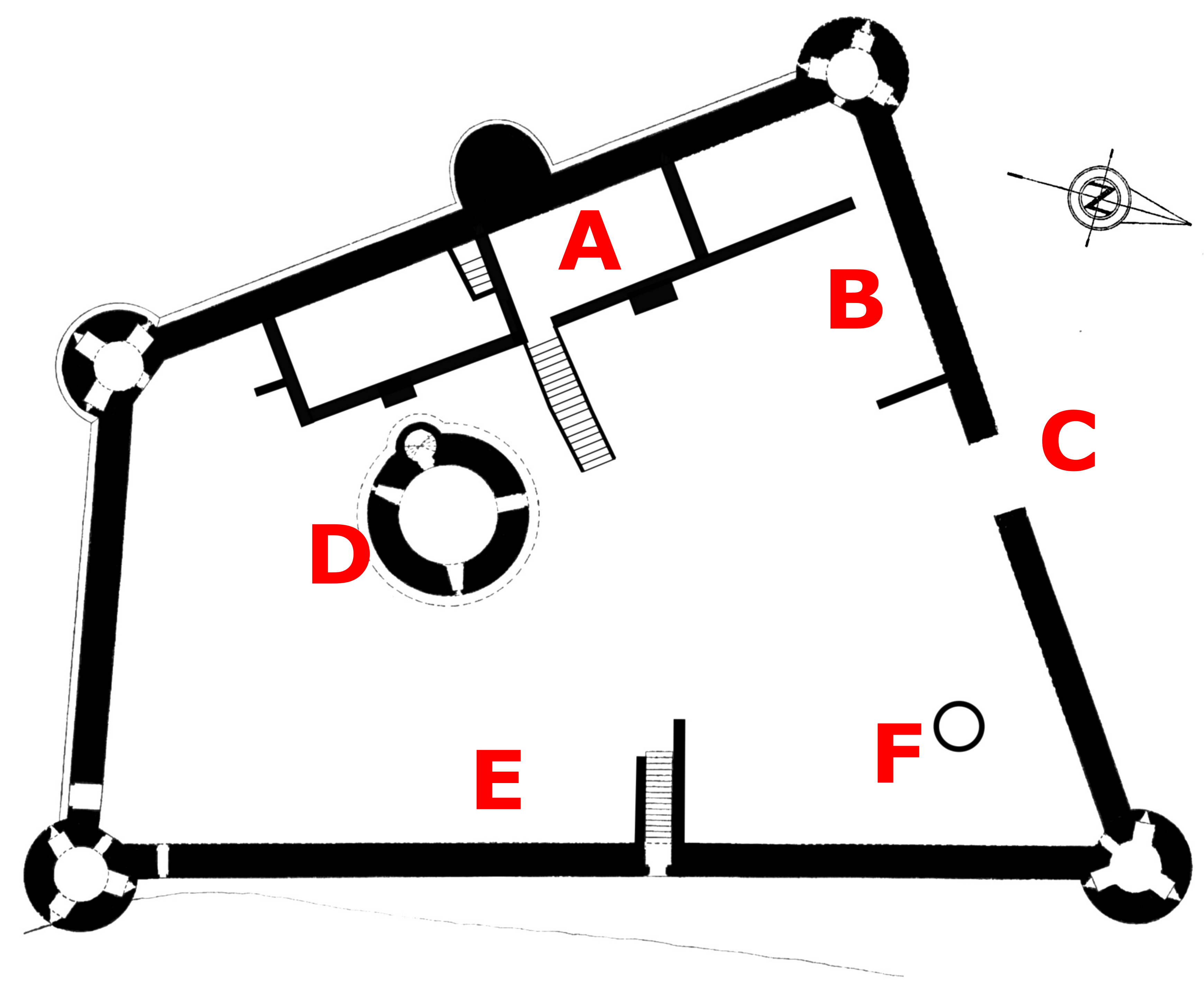
Plan du château.
A : grande salle.
B : emplacement de la chapelle.
C : emplacement de la porterie.
D : donjon.
E : emplacement des cuisines.
F : four

### Plan
Le château de Skenfrith tel qu'il a été reconstruit par Hubert de Burgh forme un trapèze rectangle (un angle droit) dont les angles sont renforcés de tours circulaires. À l'ouest, où se trouve l'entrée renforcée d'une tour en fer à cheval, les deux courtines formant un angle droit mesurent 60 m de long. Au sud se trouve un côté court de 40 m et à l'est le côté le plus long, de 80 m. Le plan général est typique des forteresses philippiennes contemporaines de la fin du XIIe siècle et du début du XIIIe siècle. L'ensemble de la forteresse était entourée d'un fossé formant douve de 2,7 m de profondeur et 14 m de largeur. Le dispositif est muni d'un revêtement en pierre. Son alimentation en eau était assurée par la Monnow toute proche. Cette douve a été comblée et est aujourd'hui recouverte d'herbe.

### Mode de construction et aménagements
Les murs sont élevés en vieux grès rouges. L'enceinte extérieure s'élève à 5 m de haut ; elle était probablement surmontée d'un parapet et d'un hourd en bois de 1,8 m de haut. Les quatre coins de cette enceinte sont occupés par des tours rondes peu logeables mais aménagées pour le stockage de denrées et la défense. Il ne reste aujourd'hui que les fondations de la tour nord-ouest, dont les maçonneries ont probablement été spoliées au cours du temps, mais les trois autres sont toujours debout.
L'entrée du château se faisait à l'ouest / sud-ouest par le biais d'un pont enjambant la douve au centre de la courtine occidentale, menant à une porte fortifiée installée dans une tour en fer à cheval. Le pont, ainsi que la porte, ne subsistent plus aujourd'hui. Dans le mur oriental, une porte d'eau permet d'accéder à la Monnow qui coulait au pied de la forteresse.
À l'intérieur, un logis de deux étages dont il ne reste que les fondations longeait le mur sud-ouest sur lequel il s'appuie. Le logis se composait à l'origine d'une longue salle du côté nord et d'une pièce plus petite du côté sud, la première ayant été subdivisée dans un second temps. Une inondation rendit vraisemblablement nécessaire le rehaussement du sol de la grande salle, les salles du rez-de-chaussée étant alors comblées avec du gravier. La grande salle à proprement parler se situe à l'étage, au-dessus de l'âtre du rez-de-chaussée. De l'autre côté de la cour, au nord-est, se trouvent les cuisines dont ne subsistent que des traces enfouies sous le sol..
Le donjon circulaire de trois étages mesure 12 m de haut et 10 m de diamètre. Il est muni d'un escalier à l'intérieur d'une tourelle sur le côté sud-ouest. Il est très semblable à d'autres donjons construits à la même époque en France par Philippe II Auguste, ou à celui du château de Pembroke de Guillaume le Maréchal. L'escalier dans la tourelle rappelle quant à lui d'autres châteaux des Marches galloises comme ceux de Caldicot ou Longtown (en),. La cave, accessible par une trappe, sert d'entrepôt. Le rez-de-chaussée joue le rôle d'antichambre, tandis que la pièce à l'étage accueille les appartements du seigneur : elle possède des fenêtres, une grande cheminée et une latrine.